# Is (Allande)
Is es un lugar perteneciente a la parroquia de Santa Coloma, en el concejo de Allande, comarca del Narcea, Principado de Asturias, España.